# Бамбадинка
Бамбадинка (порт. Bambadinca) — город в Гвинее-Бисау, расположенный примерно в 59 километрах к востоку от столицы страны Бисау. Является одним из секторов региона Бафата. Население составляет 33255 человек (перепись 2009 г.).

## История
Во время португальской колониальной войны была важной португальской базой.
В настоящее время Бамбадинка — первый развивающийся округ в Западной Африке с населением около 7000 человек, в котором деревенские деревни электрифицированы с помощью микросети, обеспечивающей населению качественную, надежную и доступную электроэнергию, улучшающую состояние здоровья и поддерживающую основные виды экономической деятельности. Чтобы обеспечить экономическую и финансовую устойчивость, сообщество местной ассоциации в сотрудничестве с национальными властями внедрило трёхстороннюю совместную модель управления Децентрализованной системой производства и распределения электроэнергии из возобновляемых источников энергии.
Бамбадинка, с её 6500 жителями, была первым поселением в Гвинее-Бисау, где 24 часа в сутки использовалась возобновляемая энергия, вырабатываемая гибридной фотоэлектрической электростанцией которая изменила сельскую местность Бамбадинки. Электростанция в 312 кВт установленной мощности и состоит из 1248 фотоэлектрических панелей.
Центр фотоэлектрической энергии имеет 216 батарей, чтобы поддерживать солнечную энергию, преобразованную в электричество, и является гибридным, поскольку есть три дизельных генератора для обеспечения альтернативных источников подачи и распределения энергии в любое время.